# 2661 Bydzovsky
Bydzovsky (asteróide 2661) é um asteróide da cintura principal, a 2,7315107 UA. Possui uma excentricidade de 0,0969433 e um período orbital de 1 921,42 dias (5,26 anos).
Bydzovsky tem uma velocidade orbital média de 17,12571864 km/s e uma inclinação de 9,94544º.
Este asteróide foi descoberto em 23 de Março de 1982 por Zdeňka Vávrová.